# LAST HOPE
《LAST HOPE》，為日本富士電視台自2013年1月15日起播出的週二晚間九點檔（火九）。由相葉雅紀主演。
宣傳標語為「不會讓任何一人死亡」（死なせない。ただ一人として。）。

## 概要
帝都大學醫學系附屬醫院-高度先端醫學中心，以救治多家醫院皆已束手無策之病患為宗旨。在這裡的病患，他們幾乎都已被宣告，不是來日不多就是無法回復正常...。看著醫學中心的6位醫師：波多野卓巳、橘步美、高木淳二、萩原雪代、副島雅臣以及古牧利明等人，如何運用最先端醫學知識和技術拯救許多已被放棄的病患，因為他們正是這些病患們最後的希望。

## 登場人物

### 帝都大學醫學系附屬醫院 高度先端醫學中心

#### 醫療團隊
- 波多野卓巳（29）　相葉雅紀（嵐） 飾
（2歲：關口在／6歲：須田瑛斗／10歲：藤本飛龍／14歲：石橋樹）

綜合門診醫師。特別研究員。
家中長男，母親在他還是醫學生時便已去世。由於從小對身為醫師的父親滿懷尊敬，使卓巳立志學醫。醫大畢業之後，便開始在父親的診療所做事。但是，父親還不打算讓他繼承家業，而是要卓巳先到帝都醫大附屬醫院新設之高度先端醫學中心任職。
- 橘 步美（27）　多部未華子 飾　（少女：武智惠美）

原急診醫師，現腦外科醫師。被眾人稱為[只對醫療有興趣的機器]
本名：四十谷希子。靠獎學金從醫學院苦學成材。腦外科醫師桟原教授是其恩師。
向來不苟言笑，以現實主義來看待事物的步美，很難想像她也曾有開朗的一面。學生時期家中的一場變故，使她不得不改變自己。大學畢業後，開始於帝都醫大附屬醫院擔任急診醫師。卻因發生醫療疏失遭到官司纏身。卸下原職，轉任高度先端醫學中心。
儘管給人感覺似乎是冷酷之人，但其實內心是比任何人都更關心病患的事。
- 高木淳二（42）　田邊誠一 飾

心臟及消化外科醫師。
持有美國的醫師執照。歸國之後，開始在尖端醫學中心工作。個性基本上算單純又很有自信。殺人犯
- 荻原雪代（29）　小池榮子 飾　（少女：山谷花純）

血液內科醫師。
離過一次婚，孩子的監護權歸前夫所有。雙親是實業家，母親在她高中時因病去世。因喪母之痛使荻原立志學醫，從事生與死最前線的工作。個性奔放不受拘束。喜歡賭博飲酒。
- 副島雅臣（33）　北村有起哉 飾　（幼年：後藤亮太）

帝都醫大附屬醫院高度先端醫學中心勤務。眼科醫師。
富二代，討厭被稱「少爺醫師」。年幼時因白內障而導致失明，歷經昂貴的眼角膜移植手術後才找回光明，領悟到醫師一職相當賺錢而立志成醫。選擇眼科，是看中該領域未來的發展性。妻子是大醫院千金，因此也對醫院經營相當關心。

#### 先端應用醫學再生醫學研究所
- 古牧利明（58）　小日向文世 飾

帝都醫大先端應用醫學研究所教授、高度先端醫學中心研究員。
在他高中的時候，家中的一場火災，帶走了為了救自己的大哥，從那之後古牧便以醫學為目標。曾為妻之不孕症苦惱不已，但治療到最後終於有所成效，妻子誕下一子。可是，孩子卻在唸小學時因火災過世。古牧希望藉助醫學的力量，讓兒子能夠「重生」(因此才說自己的兒子沒有死)，從此以後，便開始投入相關研究…。

#### 管理部門
- 鳴瀨哲司（52）　高嶋政宏 飾

醫學中心院長。
高度先端醫學中心創始人，臨床與研究皆頗有成就。年輕時即對尖端醫學滿懷熱忱，而參與過許多相關事宜。在團隊裡也頗受贊同。和卓巳的父親邦夫是舊識。
- 倉本 茂（60）　管原大吉 飾

中心副院長。

#### 護理人員
- 時田真希（25）　櫻庭奈奈美 飾

門診護士。
由於先前工作的醫院倒閉，便來到高度先端醫學中心工作。在這裡她遇到和以往所知的醫師們皆不相同的醫師－秉持同理心為病患付出的卓巳，以及"死對頭"－有著古怪性格的研究員古牧。
- 今井麻衣（35）　江口紀子 飾

護士。兼任高難度手術機械操作和門診工作。
唸起來像回文般的名字是她揮之不去的「陰霾」，因此她的願望就是希望能快點結婚，藉此改變姓氏，但至今仍然沒有對象。

### 帝都大學醫學系附屬醫院
- 石橋啟二　芹澤名人 飾

外科主任。
- 平林雄一　山崎大輔 飾

內科主任。
- 山下忠弘　神崎孝一郎 飾

腦外科主任。
- 石原隆一　大石吾朗 飾

院長。

### 文朝出版
- 宇田朋子（34）　前田亞季 飾

雜誌記者。
備受肯定的能力使大手出版社招募於她。對步美的過去很有興趣，並以帝都醫大高度先端醫學中心為取材重地。

### 醫師們的家人
- 波多野邦夫（62）　平田滿 飾

「波多野診療所」院長。卓巳之父。原外科醫師。
將卓巳送到帝都醫大高度先端醫學中心任職。
- 波多野香奈枝　渡邊杉枝 飾

卓巳的母親。
- 波多野佑香　相葉香凛 飾　（2歲：米谷澪）

卓巳的妹妹。
- 齊藤健司　神尾佑 飾 ／ 齊藤仁美　霧島麗香 飾

研究遺傳因子學的夫婦學者。東央事件之罹難者。
- 齊藤 健　高橋一生 飾　（13歲：川崎慎吾／5歲：吉田騎士）
- 橘 佐和子　ちはる 飾

步美的母親。本名：四十谷佐和子。生物學家四十谷孝之之妻。
- 四十谷孝之　鶴見辰吾 飾

步美的父親。佐和子之夫。分子生物學學者。
- 荻原津奈　山下容莉枝 飾 ／ 荻原康晴　三上市朗 飾

雪代的雙親。
- 矢野正敏　漥寺昭 飾

雪代的前夫。
- 矢野武雄　杉園啔仁 飾

雪代和正敏之子。雙親離婚後，監護權歸父親所有。
- 副島孝司　野村信次 飾

雅臣之父。副島集團代表。
- 副島涼子　村井美樹 飾

為了父親的醫院而和雅臣「聯姻」。
- 古牧貴枝　神野美紀 飾 ／ 古牧聰史　高橋幸聖 飾

古牧利明的家人。

### 其他
- 吉見紗枝　上野夏美 飾

於1997年在宮城接受高木治療的患者。
- 根津總一郎　隈部洋平 飾

根津法律事務所律師。
- 三澤 碧　吉田羊 飾
- 桟原友宏　中村育二 飾
- 益田浩二（45）　吹越滿 飾
- 田山佐一　團時朗 飾
- 大森真治　小木茂光 飾

### 特別演出
HOPE-01
- 竹野三朗　春海四方 飾
- 竹野君子　梅澤昌代 飾
- 宮本孝介（28）　佐藤祐基 飾

罹患多重性複位癌，被宣告只剩半年壽命。
- 森田理沙子（28）　佐藤江梨子 飾

宮本的戀人。非常擔心宮本的病，也焦慮著是否該和宮本登記完婚。
HOPE-02
- 櫻井菜穗（17）　小島藤子 飾
- 櫻井雅彥（46）　小市慢太郎 飾

HOPE-03
- 近松 學　池田成志 飾

HOPE-04
- 坂崎多惠（42）　石田光 飾
- 吉野萬奈美　紺野真晝 飾
- 篠原美穂　橋本愛實 飾

HOPE-05
- 山崎千佳　坂井真紀 飾

HOPE-06
- 篠田登志雄（52）　石黑賢 飾

HOPE-07 - HOPE-08
- 西村杏子（20）　谷村美月 飾
- 西村喜代美　杉山彩子 飾

杏子的母親。
HOPE-09 - HOPE-11
- 町田恭一郎（60）　中原丈雄 飾
- 町田惠介　石田卓也 飾
- 町田真一　要潤 飾
- 町田由美　高田和加子 飾 ／ 町田翔太　山崎雄大 飾 （第10、11集）

## 製作團隊
- 劇本：濱田秀哉
- 音樂：Ken Arai
- 導演：葉山裕記、石井祐介、谷村雅樹
- 主題曲：嵐《Calling》（J Storm）
- 助理導演：相澤秀幸
- CG製作：富士川祐輔
- CG設計：三塚篤
- CG協力：PECO
- 醫學監修：

橫濱市立大學附屬醫院：漥田吉信（先端醫學推廣中心）、秋山浩利（滅火器·肝臟移植外科）、郷田素彥（心臟血管外科）
杏林大學醫學系附屬醫院：脊山英德（腦外科）
帝京大學醫學系附屬醫院：松下隆（整形外科）
平塚共濟醫院：坂野裕昭（上肢外科中心）
橫濱市立大學附屬市民綜合醫學中心：森村尚登（加護急救中心）
聖隷濱松醫院：村越毅（綜合婦幼醫學中心）
森山紀念醫院：新村核（腦外科）
- 護理指導：石田喜代美
- 製作人：成河廣明、古屋建自
- 製片：柴田圭子
- 助理製作人：秋山八重子
- 製作：富士電視台戲劇製作中心

## 收視率
| 各集                                                     | 放送日        | 副標題 | 中譯副標題                                                                          | 導演     | 收視率 |
| -------------------------------------------------------- | ------------- | ------ | ----------------------------------------------------------------------------------- | -------- | ------ |
| HOPE-01                                                  | 2013年1月15日 |        | 不會讓任何一個人死亡… 被放棄的病患者最後的堡壘                                      | 葉山裕記 | 14.2 % |
| HOPE-02                                                  | 2013年1月22日 |        | 別人不救的話我來... 管它是最先端醫療還是最艱難的手術                                | 葉山裕記 | 11.9 % |
| HOPE-03                                                  | 2013年1月29日 |        | 重建已失去的神之手！！ 患者是對母親見死不救的天才醫師                               | 葉山裕記 | 11.4 % |
| HOPE-04                                                  | 2013年2月5日  |        | 最先端"再生醫學"面臨瀕死心臟之挑戰！！ 〜患者的未來由一群永不放棄的醫師們來拯救！！ | 石井祐介 | 11.9 % |
| HOPE-05                                                  | 2013年2月12日 |        | 拯救腹中的胎兒 ～一位瀕死母親的心願就讓先端醫學來完成！！                           | 谷村政樹 | 11.6 % |
| HOPE-06                                                  | 2013年2月19日 |        | 想找回如性命般的視力... 命餘2個月之攝影師最艱難的選擇                               | 石井祐介 | 10.4 % |
| HOPE-07                                                  | 2013年2月26日 |        | 願能夠活似普通的女孩... 不會讓白血病患者心中的希望消失                              | 葉山裕記 | 9.2 %  |
| HOPE-08                                                  | 2013年3月5日  |        | 妳並不是一個人！！ 與醫師們一同爭取最先端移植所帶來之希望                           | 石井祐介 | 11.4 % |
| HOPE-09                                                  | 2013年3月12日 |        | 病情突如急轉〜於最先端癌症治療之中的大陷阱？ 戰勝連續併發症之病魔！！               | 葉山裕記 | 8.3 %  |
| HOPE-10                                                  | 2013年3月19日 |        | 兒子的決定...不為最先端肺臟移植決定之醫師... 對父親是要救，還是要放棄？             | 谷村政樹 | 7.4 %  |
| HOPE-11                                                  | 2013年3月26日 |        | 放心，一定會拯救你... 背負宿命之醫師的最終選擇                                      | 葉山裕記 | 8.1 %  |
| 平均收視率10.53%（收視率由Video Research於關東地區統計） |               |        |                                                                                     |          |        |

## 電視節目的變遷
| 日本富士電視台 火九連續劇週二21:00至21:54 | 日本富士電視台 火九連續劇週二21:00至21:54                      | 日本富士電視台 火九連續劇週二21:00至21:54 |
| ----------------------------------------- | -------------------------------------------------------------- | ----------------------------------------- |
|                                           | LAST HOPE （2013.01.15 - 2013.03.26）                          |                                           |
| 遲開的向日葵 （2012.10.23 - 2012.12.25）  | 鴨，去京都。 ～老牌旅館的老闆娘日記～ （2013.4.9 - 2013.6.18） |                                           |